# Scooby-Doo and Guess Who?
Scooby-Doo and Guess Who? è la tredicesima serie televisiva a cartoni animati con i personaggi di Scooby Doo, prodotta dalla Warner Bros. Pictures Television Animation Distribution.
In Italia, dal 2025, la serie viene trasmessa in prima tv assoluta su Italia 1, in sostituzione di The Looney Tunes Show.

## Produzione e distribuzione
Il primo trailer della serie è stato distribuito il 20 giugno 2019, mentre i primi tredici episodi della serie sono stati trasmessi sul servizio streaming di Boomerang e mandati in onda successivamente su Cartoon Network negli USA. La serie approda in Italia lo stesso giorno del 50º anniversario del franchise, il 13 settembre 2019, su Boomerang e anche su Boing a partire da marzo 2020. In concomitanza con il rilascio dei primi tredici episodi in America, le guest stars di ogni episodio hanno postato sui propri social media spezzoni degli episodi per promuovere Boomerang e la serie. I tredici episodi conclusivi sono stati trasmessi nel 2020.
La seconda stagione va in onda in Italia su Boomerang dal 26 ottobre 2020. I primi tredici episodi, anch'essi in ordine differente a quello americano come successo per la prima stagione, vengono rilasciati in America il primo ottobre 2020 sul sito streaming di Boomerang. La supermodella Gigi Hadid è la prima guest star a promuovere sui social media la sua partecipazione in uno degli episodi.

## Trama
La gang si sposta con la Mystery Machine in giro per il mondo. In ogni episodio incontrano almeno un personaggio famoso e risolvono un mistero.

## Personaggi

### Protagonisti
- Scooby Doo: è il protagonista della serie, un alano fifone con una fame da lupi. In questa serie parla molto di più di quanto facesse nelle serie precedenti.
- Shaggy Rogers: è il migliore amico di Scooby e come tale è un grosso fifone sempre affamato.
- Fred Jones: il leader del gruppo e proprietario della Mystery Machine, è un ragazzo sicuro di sé e responsabile è fidanzato con Daphne con la quale tengono la loro relazione segreta.
- Daphne Blake: una ragazza coraggiosa, anti-conformista, positiva e solare è fidanzata con Fred con il quale tengono la relazione segreta.
- Velma Dinkley: la cervellona del gruppo, ragazza molto saccente con un quoziente intellettivo sopra la media.

### Personaggi ricorrenti
- Simone: una ragazza eccentrica aspirante clown, ventriloqua e comica con una vistoso taglio alla moicana rosa. Appare in diversi episodi come sospettata o per intralciare le guest stars e la gang. Doppiata in lingua originale da Grey DeLisle e in italiano da Barbara Villa.

### Guest stars
1. Batman
2. Sherlock Holmes[9]
3. Il fantasma di Abraham Lincoln[10]
4. Chris Paul
5. Wanda Sykes
6. Wonder Woman
7. Ricky Gervais
8. Penn & Teller
9. "Weird Al" Yankovic
10. Steve Urkel
11. Jim Gaffigan
12. Neil deGrasse Tyson e Bill Nye
13. Sia
14. Whoopi Goldberg
15. Kenan Thompson
16. Mark Hamill
17. Flash
18. George Takei
19. Halsey
20. Steve Buscemi
21. Jeff Dunham e Darci Lynne Farmer
22. Maddie Ziegler
23. Jeff Foxworthy
24. Malcolm McDowell
25. Hex Girls
26. Christian Slater
27. Kristen Schaal[11]
28. Kacey Musgraves[12]
29. Joey Chestnut[13]
30. Gigi Hadid[14]
31. Alton Brown[15]
32. Tim Gunn[16]
33. Tara Lipinski[17]
34. Chloe Kim[18]
35. Laila Ali[19]
36. Liza Koshy[20]
37. Macklemore[21]
38. Sandy Duncan[22]
39. Morgan Freeman[23]
40. Jason Sudeikis[24]
41. Lucy Liu[25]
42. Sean Astin[25]
43. Cher
44. Jessica Biel[25]
45. Joseph Simmons
46. Alex Trebek e Johnny Gilbert[23]
47. Billy Dee Williams
48. Terry Bradshaw
49. Axl Rose
50. Frank Welker, Grey DeLisle, Matthew Lillard e Kate Micucci, il cast di doppiatori originali della gang
51. Blue Falcon e Cane Prodigio
52. Carol Burnett

#### Apparizioni di personaggi di altri franchise, non categorizzati come guest star
- La gang del fantasma bizzarro (composta da Skip Gilroy, April Stewart, Augie Anderson, Elmo, Boo e Jonathan Wellington Muddlemore) [comprimari]
- La gang di Speed Buggy (composta da Speed Buggy, Tinker, Debbie e Mark) [cameo]
- Magilla Gorilla e Mr. Peebles [comprimari]
- Joker e Alfred Pennyworth [comprimari]
- Man-Bat/Kirk Langstrom, Poison Ivy e Ventriloquo [cameo]
- Trickster [comprimario]

#### Apparizioni scartate
- Kiss[23]

## Episodi
| Stagione         | Episodi | Prima TV Originale | Prima TV Italia   |
| ---------------- | ------- | ------------------ | ----------------- |
| Prima stagione   | 26      | 27 giugno 2019     | 13 settembre 2019 |
| Seconda stagione | 26      | 25 luglio 2020     | 22 ottobre 2020   |

## Doppiaggio
| Personaggio   | Doppiatore originale | Doppiaggio italiano |
| ------------- | -------------------- | ------------------- |
| Scooby Doo    | Frank Welker         | Nanni Baldini       |
| Fred Jones    | Frank Welker         | Francesco Bulckaen  |
| Shaggy Rogers | Matthew Lillard      | Oreste Baldini      |
| Daphne Blake  | Grey Griffin         | Domitilla D'Amico   |
| Velma Dinkley | Kate Micucci         | Rachele Paolelli    |

| Guest Star                                       | Doppiatore originale | Doppiaggio italiano                              |
| ------------------------------------------------ | -------------------- | ------------------------------------------------ |
| Batman (ep. 1×1)                                 | Kevin Conroy         | Marco Balzarotti                                 |
| Joker (ep. 1×1, 1.17)                            | Mark Hamill          | Pasquale Anselmo                                 |
| Alfred Pennyworth (ep. 1×1)                      | Steven Weber         | Pierluigi Astore                                 |
| Sherlock Holmes (ep. 1×2)                        | Ian James Corlett    | Raffaele Palmieri                                |
| Il fantasma di Abraham Lincoln (ep. 1×3)         | John DiMaggio        | Ambrogio Colombo                                 |
| Skip Gilroy (ep. 1×3)                            | Billy West           | Stefano Broccoletti                              |
| Augie Anderson (ep. 1×3)                         | Tom Kenny            | Federico Di Pofi                                 |
| Jonathan "Mudsy" Wellington Muddlemore (ep. 1×3) | Tom Kenny            | Gianni Giuliano                                  |
| Speed Buggy (ep. 1×3)                            | Frank Welker         | Pierluigi Astore                                 |
| Chris Paul (ep. 1×4)                             | sé stesso            | Guido Di Naccio                                  |
| Wanda Sykes (ep. 1×5)                            | sé stessa            | Anna Cugini                                      |
| Wonder Woman (ep. 1×6)                           | Rachel Kimsey        | Claudia Scarpa                                   |
| Ricky Gervais (ep. 1×7)                          | sé stesso            | Alberto Bognanni                                 |
| Penn Jillette (ep. 1×8)                          | sé stesso            | Fabrizio Russotto                                |
| Teller (ep. 1×8)                                 | sé stesso            | Gino Manfredi                                    |
| "Weird Al" Yankovic (ep. 1×9)                    | sé stesso            | Paolo De Santis                                  |
| Steve Urkel (ep. 1×10)                           | Jaleel White         | Gabriele Lopez                                   |
| Jim Gaffigan (ep. 1×11)                          | sé stesso            | Roberto Certomà                                  |
| Neil deGrasse Tyson (ep. 1×12)                   | sé stesso            | Stefano Alessandroni                             |
| Bill Nye (ep. 1×12)                              | sé stesso            | Roberto Certomà                                  |
| Sia (ep. 1×13)                                   | sé stessa            | Selvaggia Quattrini                              |
| Whoopi Goldberg (ep. 1×14)                       | sé stessa            | Sonia Scotti                                     |
| Kenan Thompson (ep. 1×15)                        | sé stesso            | Paolo Vivio                                      |
| Mark Hamill (ep. 1×16)                           | sé stesso            | Francesco Prando                                 |
| Flash (ep. 1×17)                                 | Charlie Schlatter    | Alessandro Campaiola                             |
| Trickster (ep. 1×17)                             | Mark Hamill          | Luigi Ferraro                                    |
| George Takei (ep. 1×18)                          | sé stesso            | Gianni Giuliano                                  |
| Halsey (ep. 1×19)                                | sé stessa            | Giulia Franceschetti                             |
| Steve Buscemi (ep. 1×20)                         | sé stesso            | Luca Dal Fabbro                                  |
| Jeff Dunham (ep. 1×21)                           | sé stesso            | Fabrizio Russotto                                |
| Darci Lynne Farmer (ep. 1×21)                    | sé stessa            | Agnese Marteddu                                  |
| Maddie Ziegler (ep. 1×22)                        | sé stessa            | Vittoria Bartolomei                              |
| Jeff Foxworthy (ep. 1×23)                        | sé stesso            | Massimo Bitossi                                  |
| Malcolm McDowell (ep. 1×24)                      | sé stesso            | Franco Zucca                                     |
| Thorn (Hex Girls) (ep. 1×25)                     | Jennifer Hale        | Eva Padoan                                       |
| Luna (Hex Girls) (ep. 1×25)                      | Kimberly Brooks      | Ludovica Bebi                                    |
| Dusk (Hex Girls) (ep. 1×25)                      | Jane Wiedlin         | Giulia Tarquini                                  |
| Christian Slater (ep. 1×26)                      | sé stesso            | Marco Vivio                                      |
| Kristen Schaal (ep. 2×1)                         | sé stessa            | Anna Cugini                                      |
| Kacey Musgraves (ep. 2×2)                        | sé stessa            | Serena Sigismondo                                |
| Joey Chestnut (ep. 2×3)                          | sé stesso            | Fabrizio Russotto                                |
| Gigi Hadid (ep. 2×4)                             | sé stessa            | Jessica Bologna                                  |
| Alton Brown (ep. 2×5)                            | sé stesso            | Massimo Bitossi                                  |
| Tim Gunn (ep. 2×6)                               | sé stesso            | Francesco Prando                                 |
| Tara Lipinski (ep. 2×7)                          | sé stessa            | Daniela Abruzzese                                |
| Chloe Kim (ep. 2×8)                              | sé stessa            | Giulia Tarquini                                  |
| Laila Ali (ep. 2×9)                              | sé stessa            | Daniela Calò                                     |
| Liza Koshy (ep. 2×10)                            | sé stessa            | Joy Saltarelli                                   |
| Macklemore (ep. 2×11)                            | sé stesso            | Paolo Vivio                                      |
| Sandy Duncan (ep. 2×12)                          | sé stessa            | Emanuela Baroni                                  |
| Morgan Freeman (ep. 2×13)                        | sé stesso            | Angelo Nicotra                                   |
| Jason Sudeikis (ep. 2×14)                        | sé stesso            | Marco Vivio                                      |
| Lucy Liu (ep. 2×15)                              | sé stessa            | Barbara De Bortoli                               |
| Sean Astin (ep. 2×16)                            | sé stesso            | Alberto Bognanni                                 |
| Cher (ep. 2×17)                                  | sé stessa            | Anna Cugini                                      |
| Jessica Biel (ep. 2×18)                          | sé stessa            | Francesca Manicone                               |
| Joseph Simmons (ep. 2×19)                        | sé stesso            | Roberto Certomà                                  |
| Alex Trebek (ep. 2×20)                           | sé stesso            | Ambrogio Colombo                                 |
| Billy Dee Williams (ep. 2×21)                    | sé stesso            | Paolo Marchese                                   |
| Terry Bradshaw (ep. 2×22)                        | sé stesso            | Gianni Giuliano                                  |
| Axl Rose (ep. 2×23)                              | sé stesso            | Christian Iansante                               |
| Frank Welker (ep. 2×24)                          | sé stesso            | Francesco Bulckaen Nanni Baldini (versi animali) |
| Grey DeLisle (ep. 2×24)                          | sé stessa            | Domitilla D’Amico                                |
| Matthew Lillard (ep. 2×24)                       | sé stesso            | Oreste Baldini                                   |
| Kate Micucci (ep. 2×24)                          | sé stessa            | Rachele Paolelli                                 |
| Blue Falcon (ep. 2×25)                           | sé stesso            | Massimo Bitossi                                  |
| Cane Prodigio (ep. 2×25)                         | sé stesso            | Nanni Baldini                                    |
| Carol Burnett (ep. 2×26)                         | sé stessa            | Lorenza Biella                                   |